# 74 г. пр.н.е.
74 (седемдесет и четвърта) година преди новата ера (пр.н.е.) е година от доюлианския (Помпилийски) римски календар.

## Събития

### В Римската република
- Консули на Римската република са Луций Лициний Лукул и Марк Аврелий Кота.
- Съобразно завещанието на цар Никомед IV Филопатор, след смъртта му, Витиния преминава във владение на Рим. Митридат VI не признава новото статукво и изпраща малки групи от войници в провинция Азия, за да убеди тамошните градове да отхвърлят римското управление.[1]
- Лукул осигурява назначението си за главнокомандващ в задаващата се война с Митридат и проконсулска власт над провинциите Азия и Киликия. Вторият консул получава за управление Витиния.
- Квинт Серторий изпраща своя военачалник Марк Марий с войници в Азия като помощ и в търсене на съюз с Митридат.[2]
- Марк Антоний (баща на триумвира) получава командването в борбата с пиратите в Средиземно море придружено с необичайно широки правомощия.
- Марк Тулий Цицерон е квестор в Сицилия.

## Родени
- Луций Варий Руф, трагически и епически поет (умрял 14 г. пр.н.е.)

## Починали
- Никомед IV Филопатор, цар на Витиния
- Луций Елий Стилон Преконин, римски филолог (роден 154 г. пр.н.е.)
- Луций Октавий, римски политик